# VHS J125804.89-441232.4
VHS J125804.89-441232.4 (= WISEP J125804.91-441232.4) is een bruine dwerg met spectraalklasse T6. De ster bevindt zich 51,1 lichtjaar van de zon.